# Kunstgewerbeschule Quellinus
Die Kunstgewerbeschule Quellinus (Kunstnijverheidsschool Quellinus) war eine Amsterdamer Bildungseinrichtung für Kunstunterricht.
Der Roermonder Architekt Pierre Cuypers wurde 1876 mit dem Bau des Rijksmuseums in Amsterdam beauftragt. Der Bau begann im Januar 1877 und im April 1877 begann ein Kurs für junge Leute, die sich mit Skulpturen beschäftigen wollten. Diese „praktische Schule“ war eigentlich eine Unterabteilung der Cuypers-Stoltzenberg-Bildhauerwerkstatt in Roermond. Die tägliche Geschäftsführung lag in den Händen des belgischen Bildhauers Eduard Colinet (1840–1890), der zum Sonderbeauftragten für den Bau des Museums ernannt wurde.
Der Quellinus-Verein wurde 1879 mit dem Ziel gegründet, die Kunstvermittlung zu fördern. Um dieses Ziel zu erreichen, wurde offiziell eine Zeichenschule eingerichtet, an die sich eine Praktikumsschule anschloss. Der Verein wurde nach Artus Quellinus dem Älteren (1609–1668) benannt, dem Bildhauer, der die meisten Skulpturen des Amsterdamer Rathauses schuf. Die Schule hieß Kunst-Nijverheid-Teekenschool Quellinus oder einfach Kunstgewerbeschule Quellinus. Colinet war der erste Direktor, Anton Trautwein (1851–1919) und Ben Wierink (1856–1939) waren die ersten Lehrer. Die Quellinusschule blieb bis 1924 tätig.
Viele Absolventen studierten weiter an der Koninklijke Akademie van Beeldende Kunsten in Amsterdam.
Das Rijksmuseum Amsterdam besitzt eine Kollektion von Photographien aus dem 19. Jh. die im Institut als Unterrichtsmaterialien verwendet wurden.

## Bildergalerie

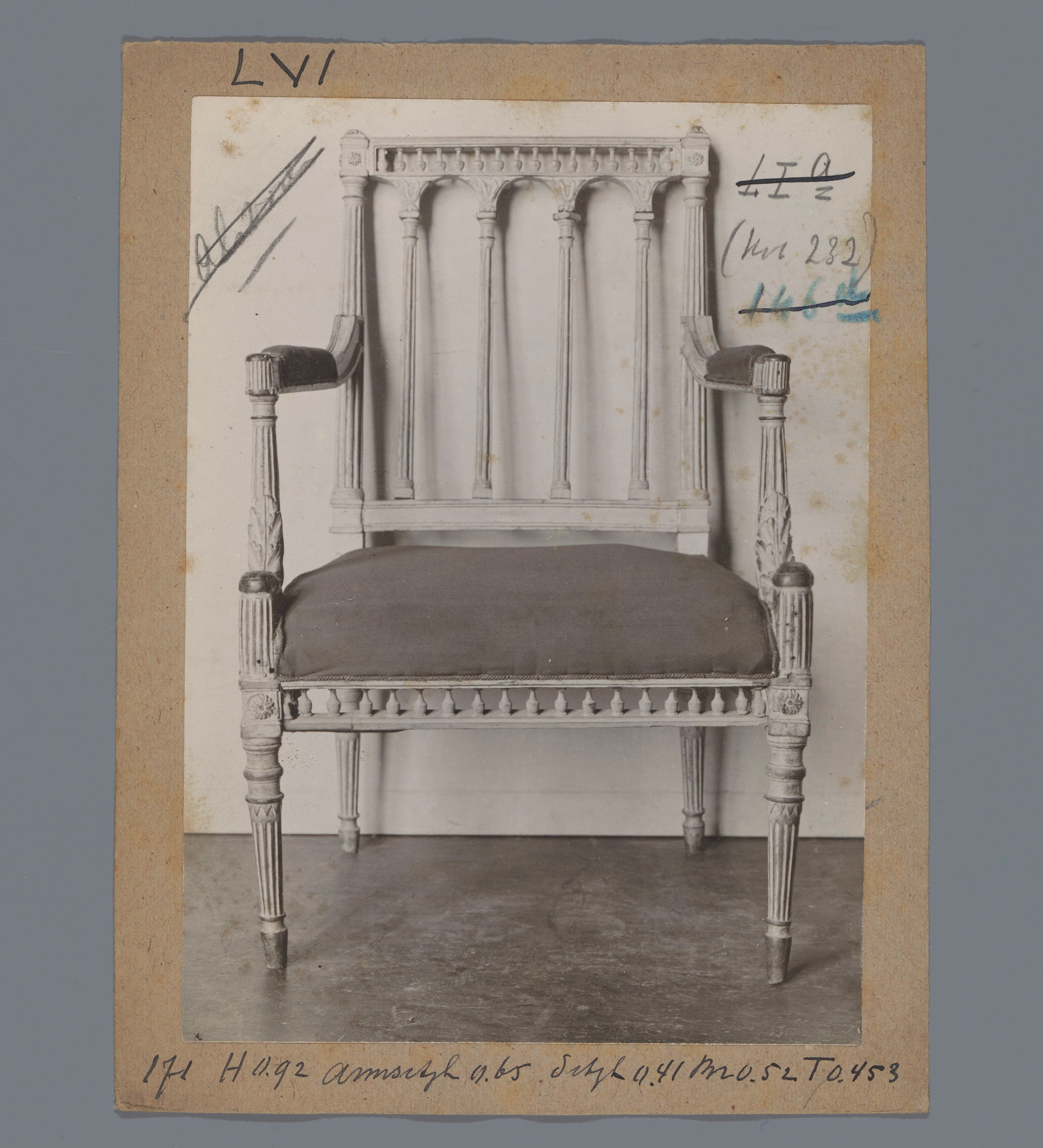
Stuhl
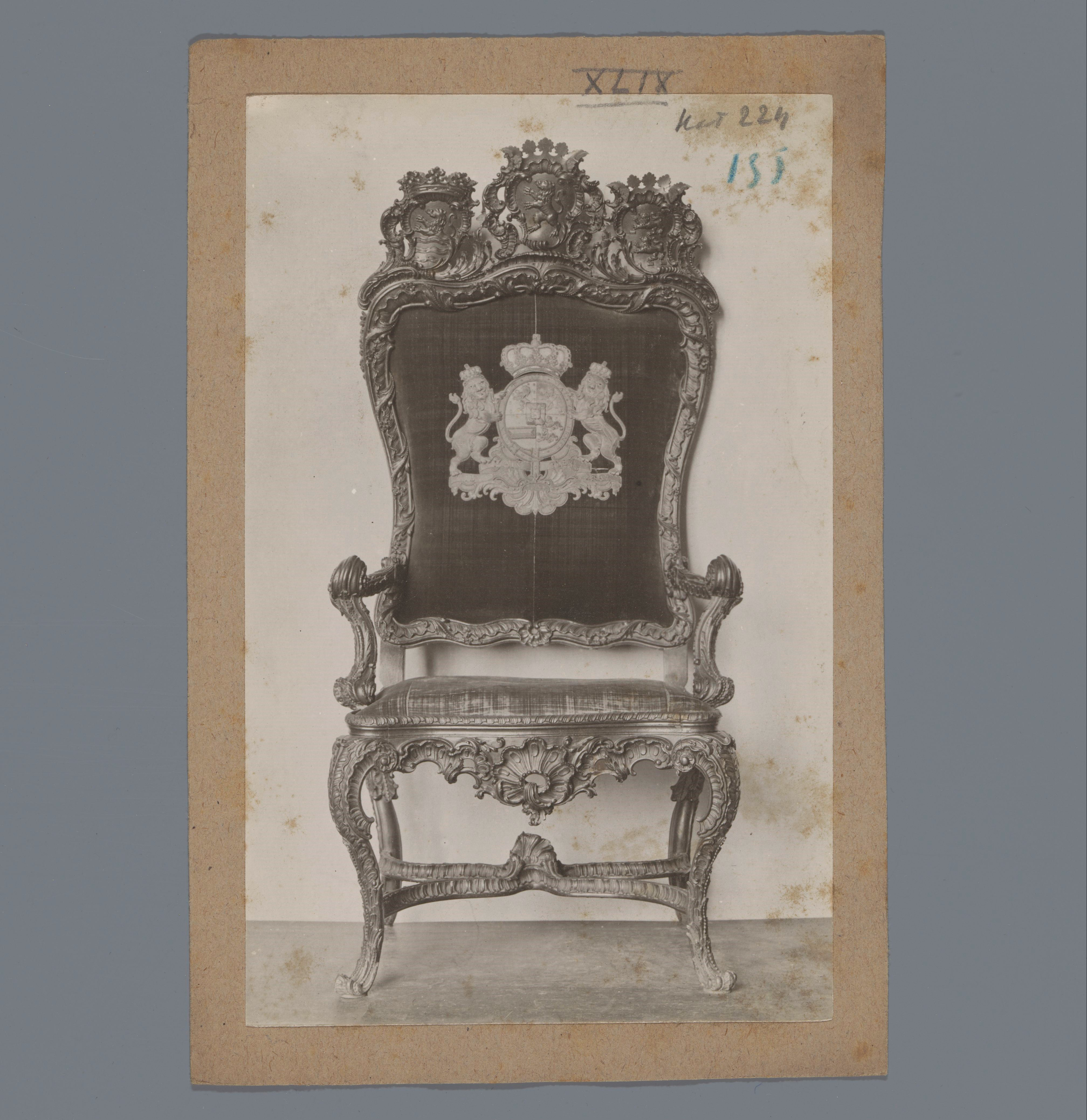
"Stadhoudersstoel"
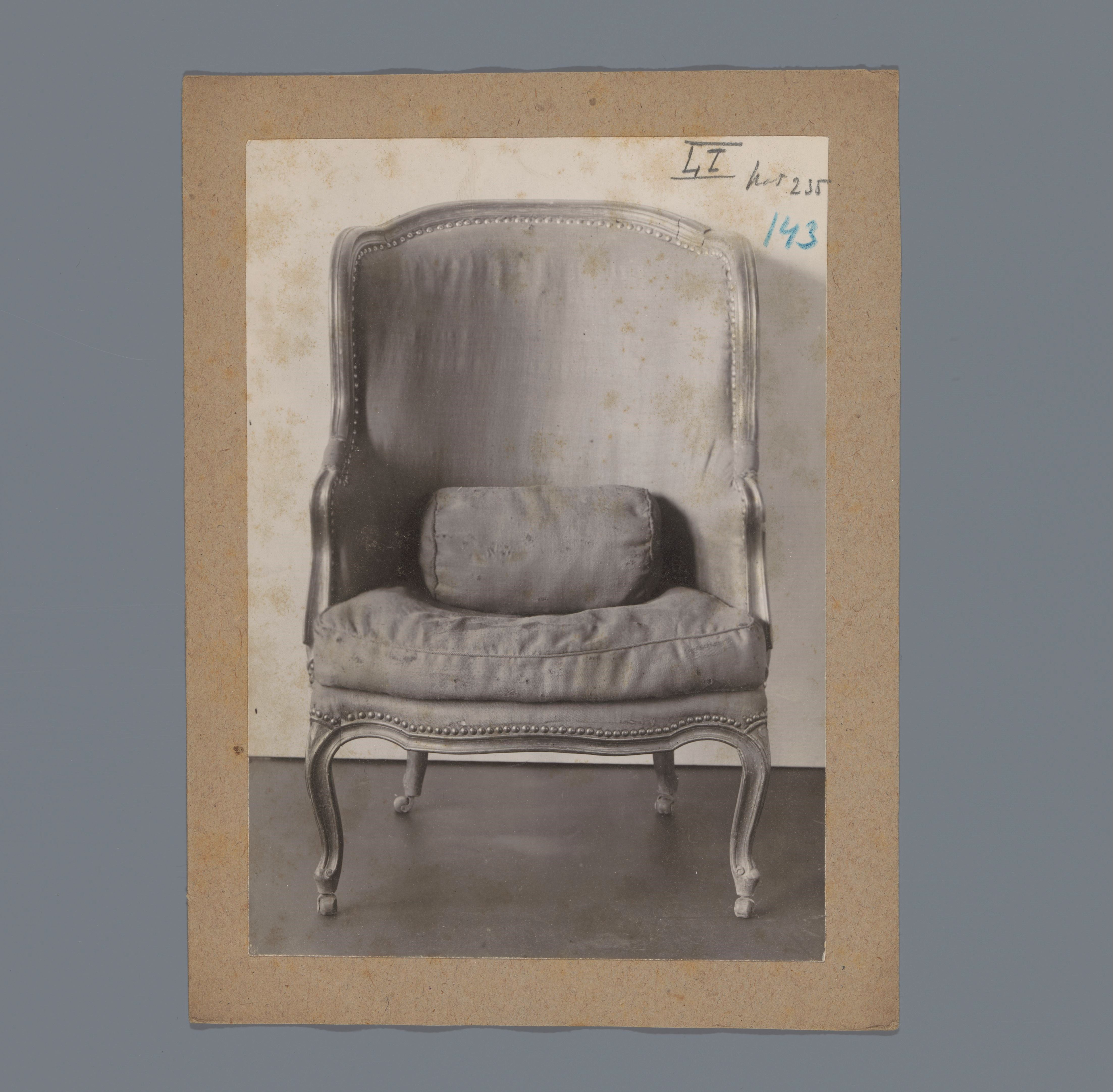
Stuhl
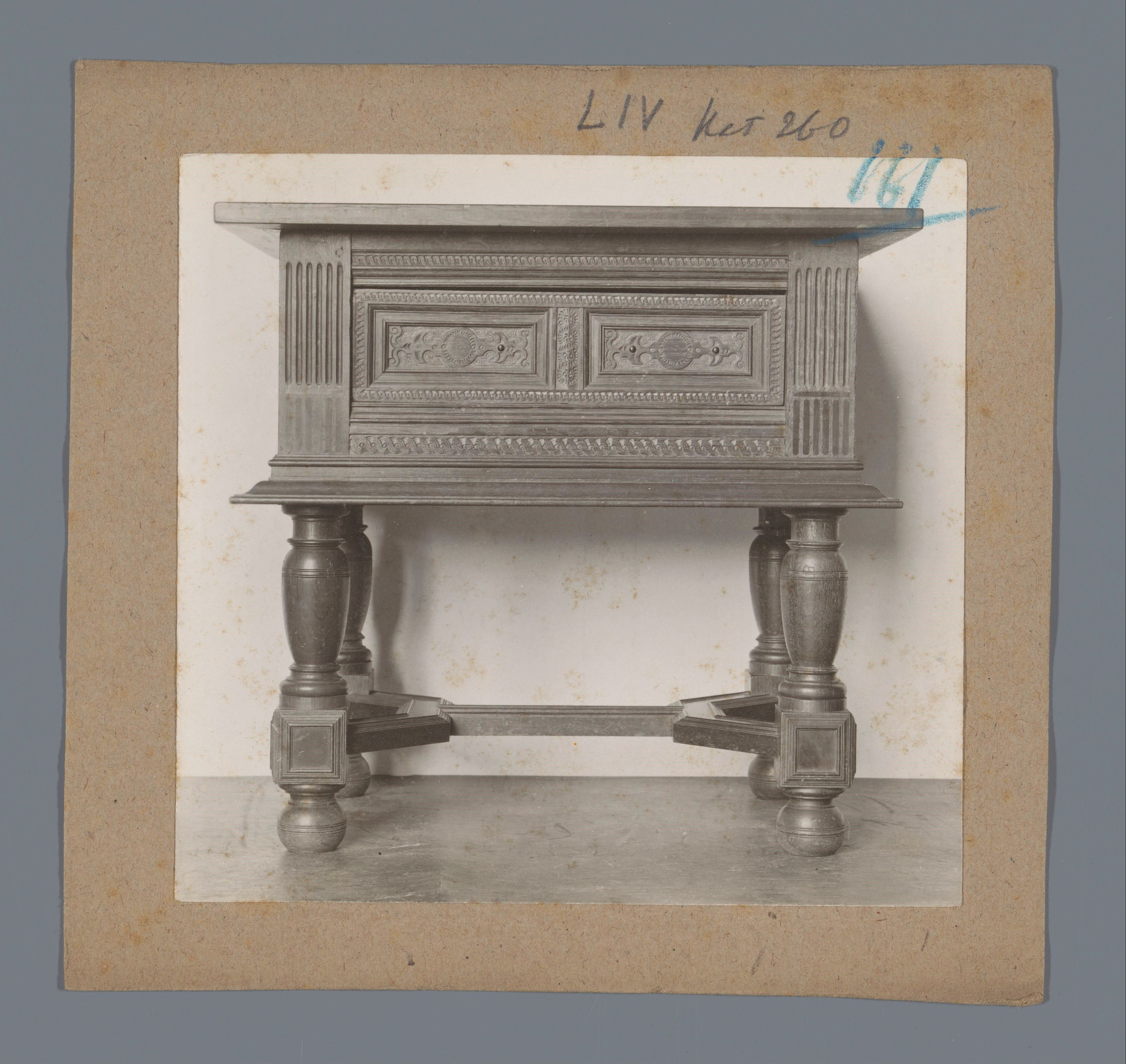
Tisch
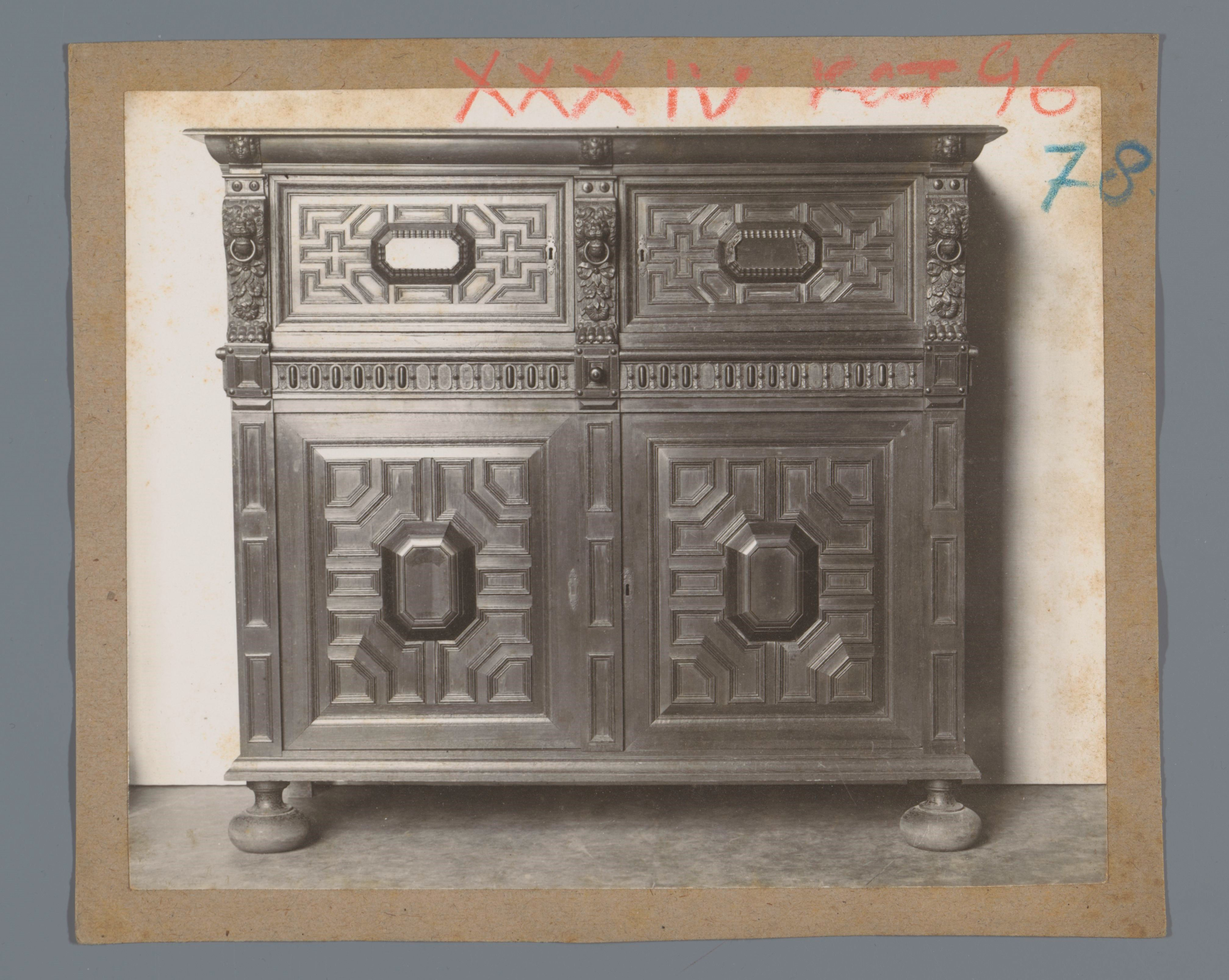
"Zeeuwse kast"